# 베르길리우스 로마누스

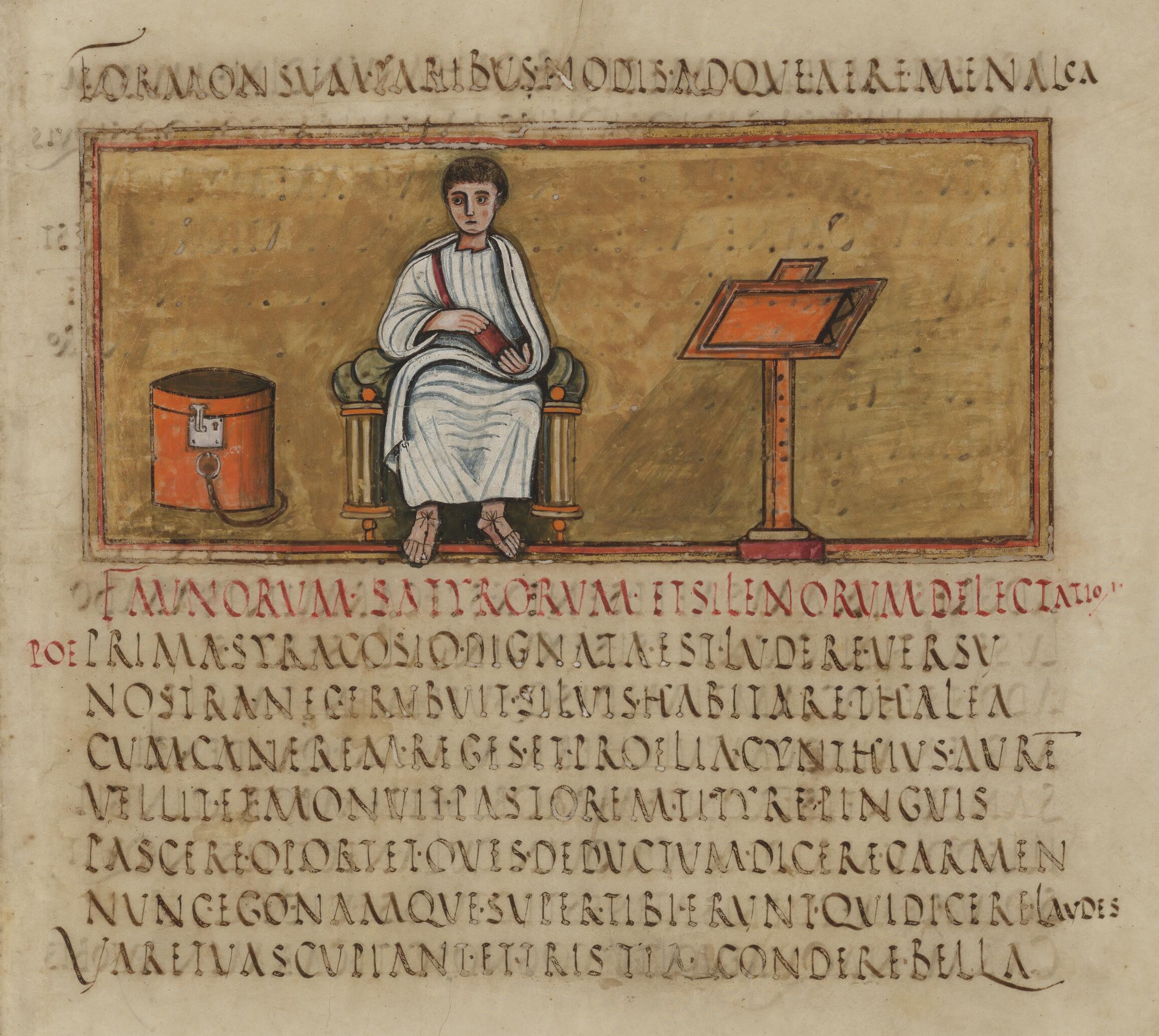
《베르길리우스 로마누스》의 14장 앞면에는 베르길리우스의 작가 초상화가 포함되어 있다.

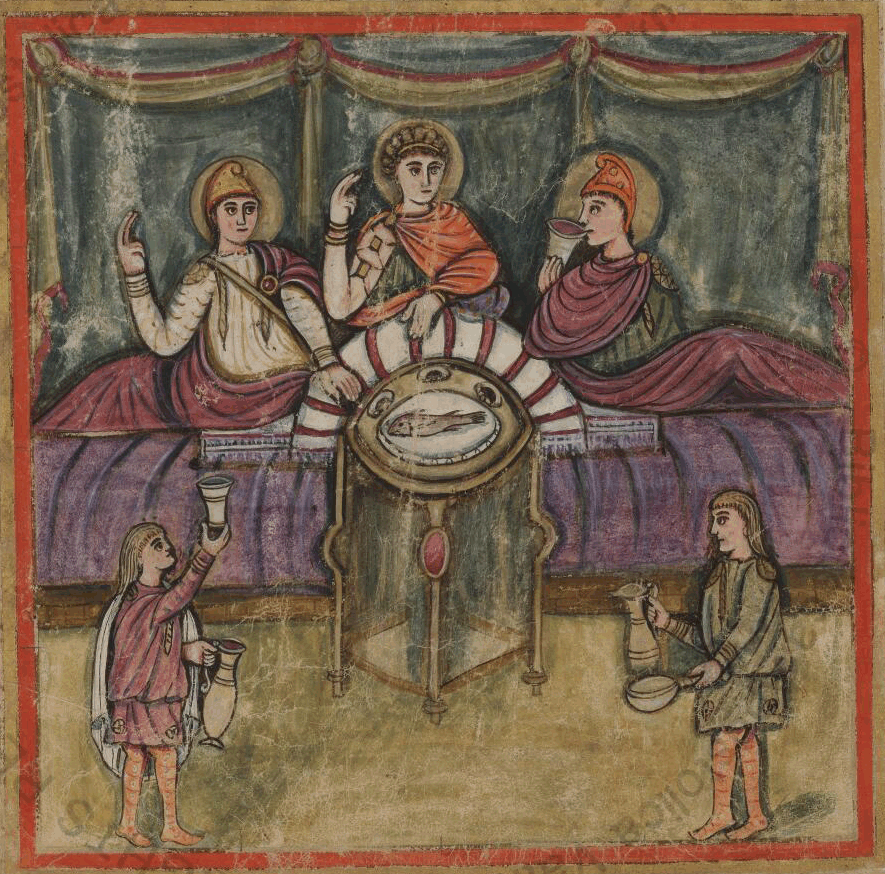
100장 뒷면. 연회에 참석한 디도와 아이네이아스

《베르길리우스 로마누스》(라틴어: Vergilius Romanus, 바티칸 시국, 바티칸 도서관, Cod. Vat. lat. 3867)는 베르길리우스 작품의 5세기 채식필사본으로, '로마의 베르길리우스'로도 알려져 있다. 이 필사본은 《아이네이스》, 《농경시》, 그리고 《목가》의 일부를 포함하고 있다. 이는 가장 오래되고 중요한 베르길리우스 필사본 중 하나이다. 크기는 332 × 323mm이며 독피지 309장으로 구성되어 있다. 필체는 루스티카 대문자로 쓰였으며, 각 페이지에는 18 줄의 텍스트가 기록되어 있다.

## 삽화
《베르길리우스 로마누스》는 현존하는 소수의 삽화 고전 필사본 중 하나이다. 따라서 이 필사본이 미술사에서 갖는 중요성은 아무리 강조해도 지나치지 않다. 이 필사본에는 19점의 삽화가 남아있으며, 이들은 최소 두 명의 무명 화가들에 의해 그려졌다. 두 화가의 화풍은 모두 고전 양식에서 벗어나기 시작하는 모습을 보여준다. 인체는 추상화되고 평면화되었으며, 공간의 사실적 묘사는 포기되었다.
첫 번째 화가는 1장 앞면에 단 한 점의 소형 그림을 그렸는데, 이는 《목가》 제1편을 위한 삽화이다. 이 그림에서는 소치는 목동인 티튀루스가 나무 아래 앉아 피리를 불고 있으며, 세 마리의 소 머리가 나무 뒤에서 보인다. 한편 염소치는 목동인 멜리보이우스는 서서 나무 아래에서 염소 한 마리의 뿔을 잡고 이끌고 있다. 더 많은 염소들이 그 나무 뒤에서 보인다. 이 소형 그림은 고전 양식의 흔적을 일부 보여준다. 나무 뒤에서 보이는 소와 염소들은 공간감을 만들어내려는 시도이나, 성공적이지는 못하다. 두 남자의 의복은 자연스럽게 주름져 있고 얼굴은 4분의 3 측면으로 묘사되어 있다. 이 소형 그림은 이 필사본의 다른 어떤 소형 그림과도 달리 틀이 없어, 파피루스 두루마리 삽화 전통과의 연관성을 보여준다.
두 번째 화가는 나머지 소형 그림들에서 고전 전통으로부터 더욱 급진적인 단절을 보여준다. 이 소형 그림들은 모두 붉은색과 금색으로 틀이 그려져 있다. 이 화가는 인체를 묘사하는 데 대한 진정한 이해가 없어 보이며, 100장 뒷면에서 볼 수 있듯이 비틀어진 자세를 다루는 데 어려움을 겪는다. 여기서 누워있는 인물은 매우 설득력 없는 방식으로 묘사되어 있다. 얼굴은 더 이상 4분의 3 측면으로 묘사되지 않고 정면이나 완전한 측면으로 그려진다. 의복은 더 이상 자연스럽게 주름지지 않고 대신 율동적인 곡선으로 단순화되었다. 페이지는 종종 별도의 구획으로 나뉜다(예를 들어, 108장 앞면 참조). 풍경이 묘사될 때는 3차원적 공간을 표현하려는 시도가 없다. 지면선이 없고 항목들이 화면 전체에 고르게 퍼져 있다. 항목들이 서로 겹치지 않도록 주의를 기울였다. 이러한 효과는 놀랍게도 일부 로마 바닥 모자이크와 매우 유사한데, 이것이 영감의 원천이 되었을 수 있다(44장 뒷면과 45장 앞면 참조). 두 번째 화가는 뛰어난 예술가였다. 그러나 그의 관심사는 공간과 인체의 사실적 묘사보다는 패턴과 선에 있었다.
이 필사본에는 세 점의 작가 초상화가 포함되어 있다(3장 뒷면, 9장 앞면, 14장 앞면). 이 초상화들은 작품이 초기 파피루스 두루마리의 필사본 초상화 전통에 의존하고 있음을 보여준다. 이들은 틀 안에 들어가 있으며 본문 열 안에 삽입되어 있다. 초상화들은 베르길리우스가 독서대와 잠긴 상자 사이의 의자에 앉아 있는 모습을 보여준다. 3장 뒷면의 초상화에서는 독서대가 베르길리우스의 오른쪽에, 상자가 왼쪽에 있는데, 이는 다른 두 초상화에서는 반대로 되어 있다.

## 기원
《베르길리우스 로마누스》는 정확히 알려지지 않은 지역에서 제작되었다. 일부 채색의 양식을 바탕으로 마틴 헤니그는 이 필사본이 브리튼에서 제작되었을 가능성을 제시했다. 만약 이것이 사실이라면, 이 필사본은 현존하는 가장 오래된 브리튼 코덱스가 될 것이다. 이 필사본은 15세기까지 생드니 수도원에 있었으나, 어떻게 생드니 수도원으로 왔는지, 또 어떻게 바티칸으로 오게 되었는지는 알려져 있지 않다.
《베르길리우스 로마누스》는 바티칸 도서관에 있는 다른 고대 베르길리우스 필사본인 《베르길리우스 바티카누스》(Vergilius Vaticanus, 바티칸 시국, 바티칸 도서관, Cod. Vat. lat. 3225)나 《베르길리우스 아우구스테우스》(Vergilius Augusteus)와 혼동해서는 안 된다.

## 갤러리

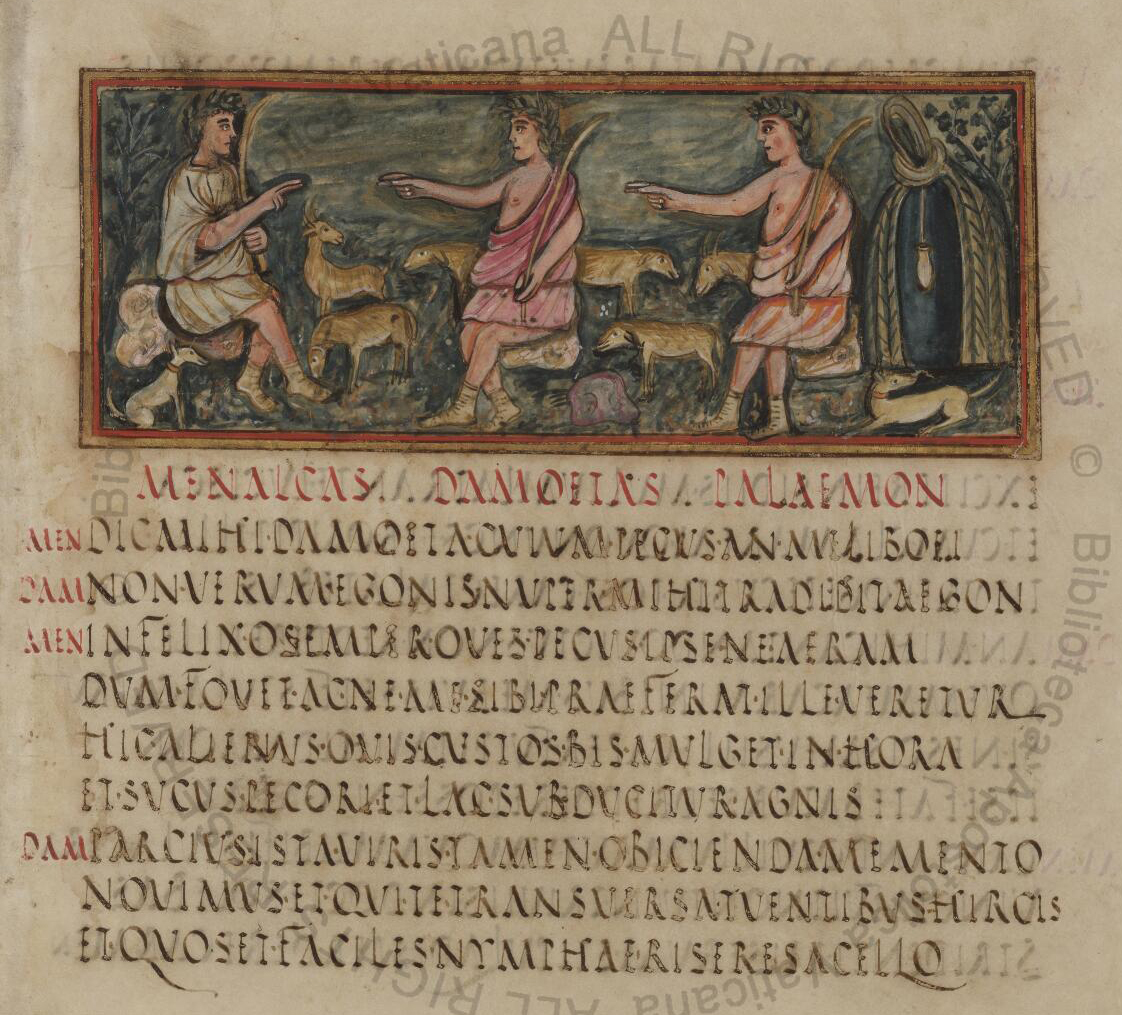
6장 앞면
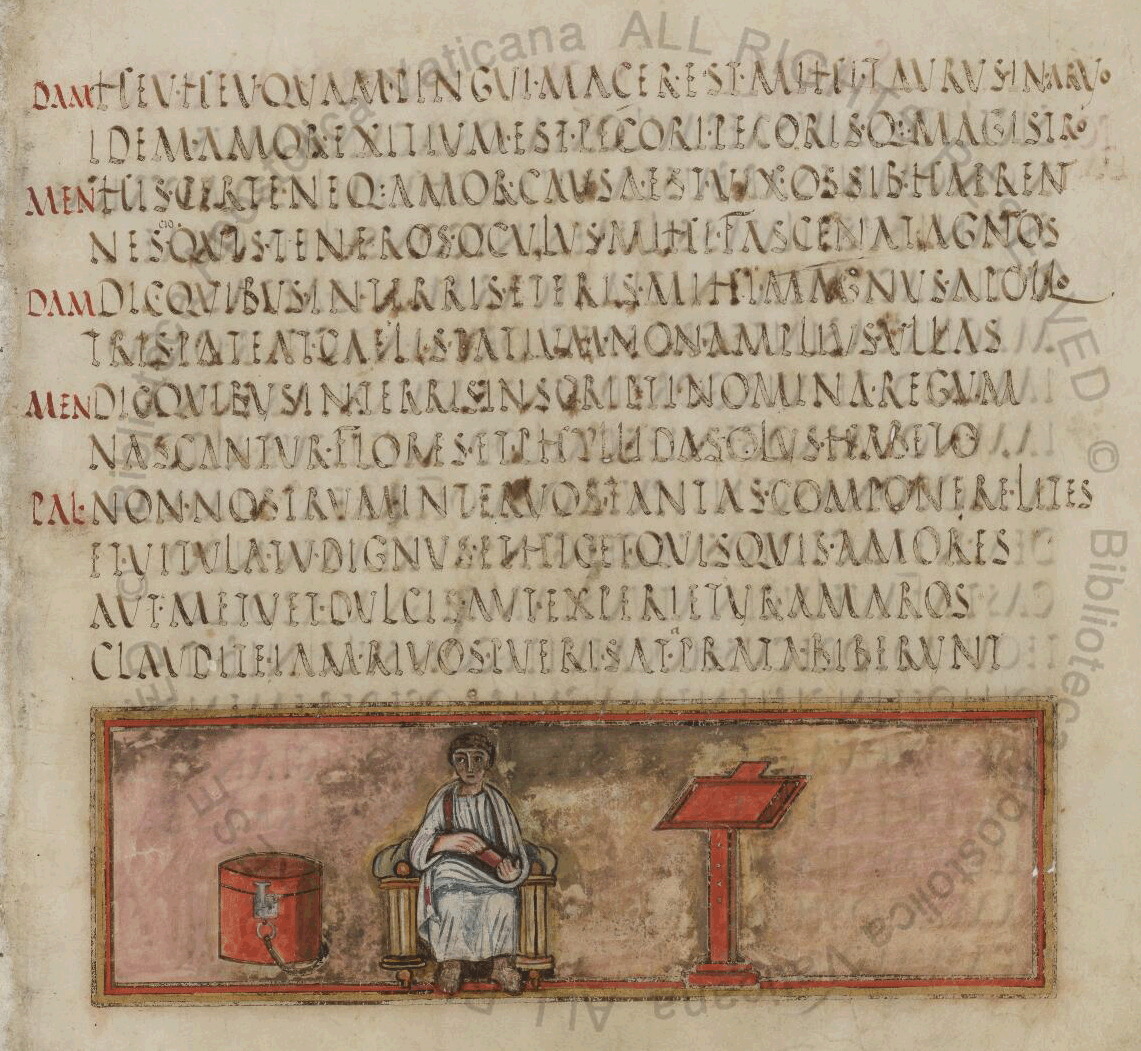
9장 앞면. 두 번째 저자 초상
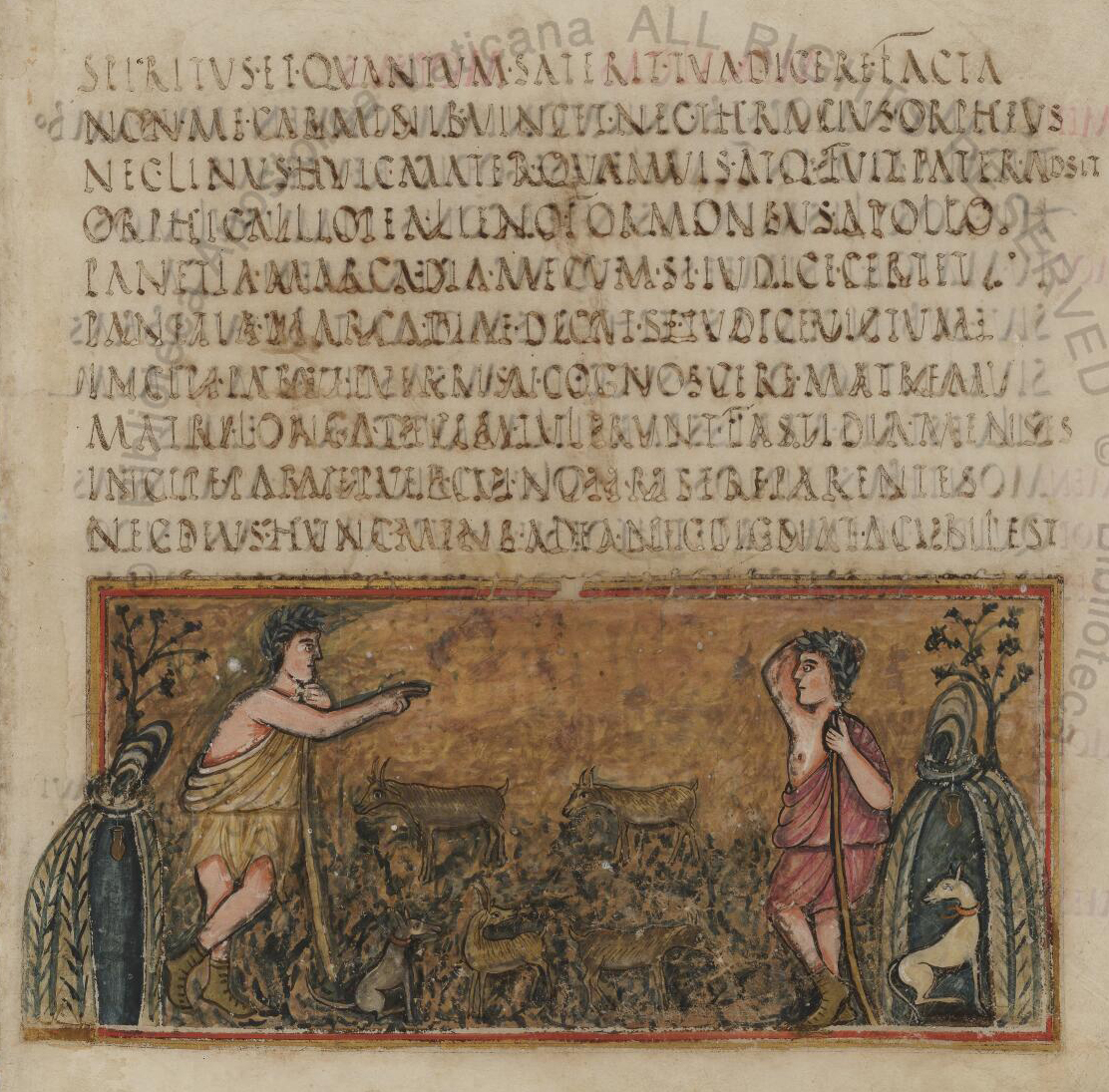
11장 앞면
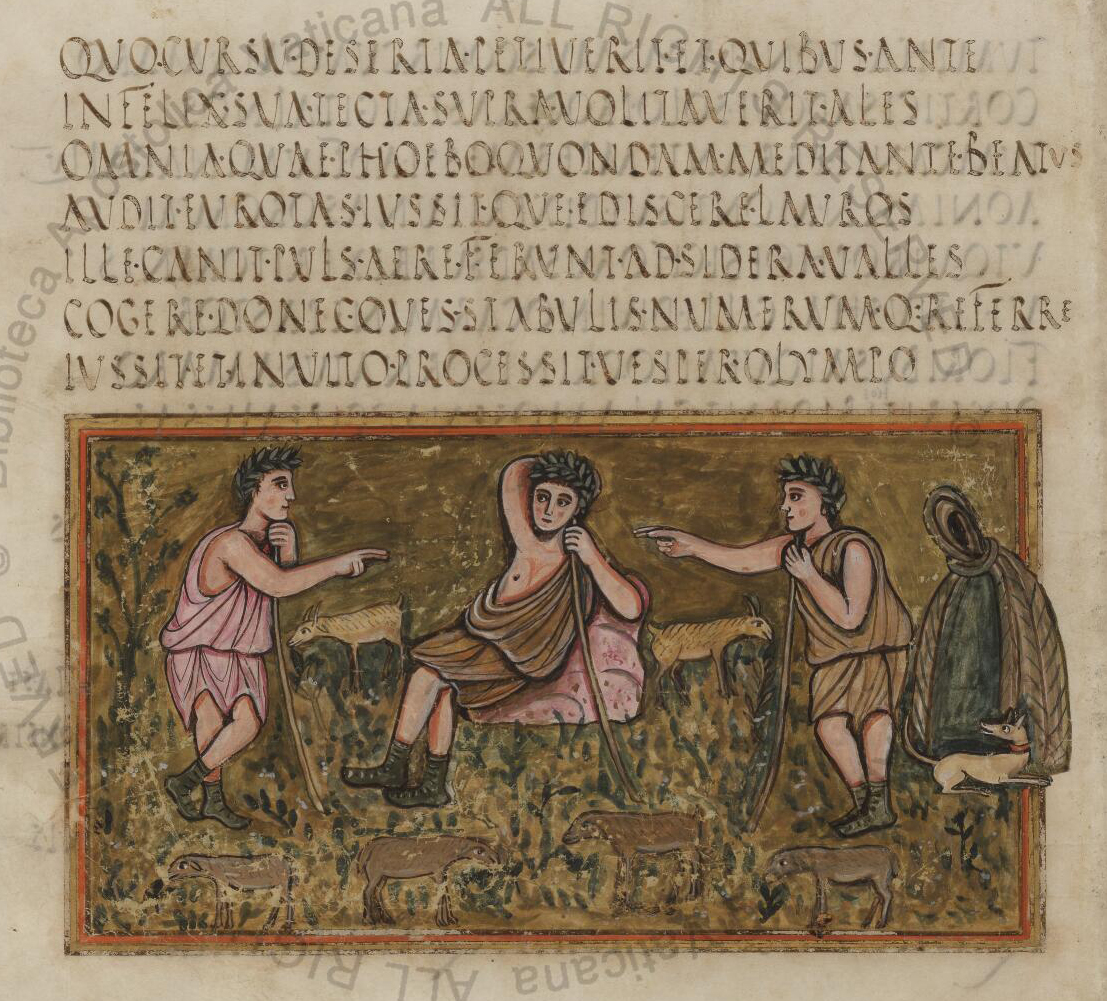
16장 앞면
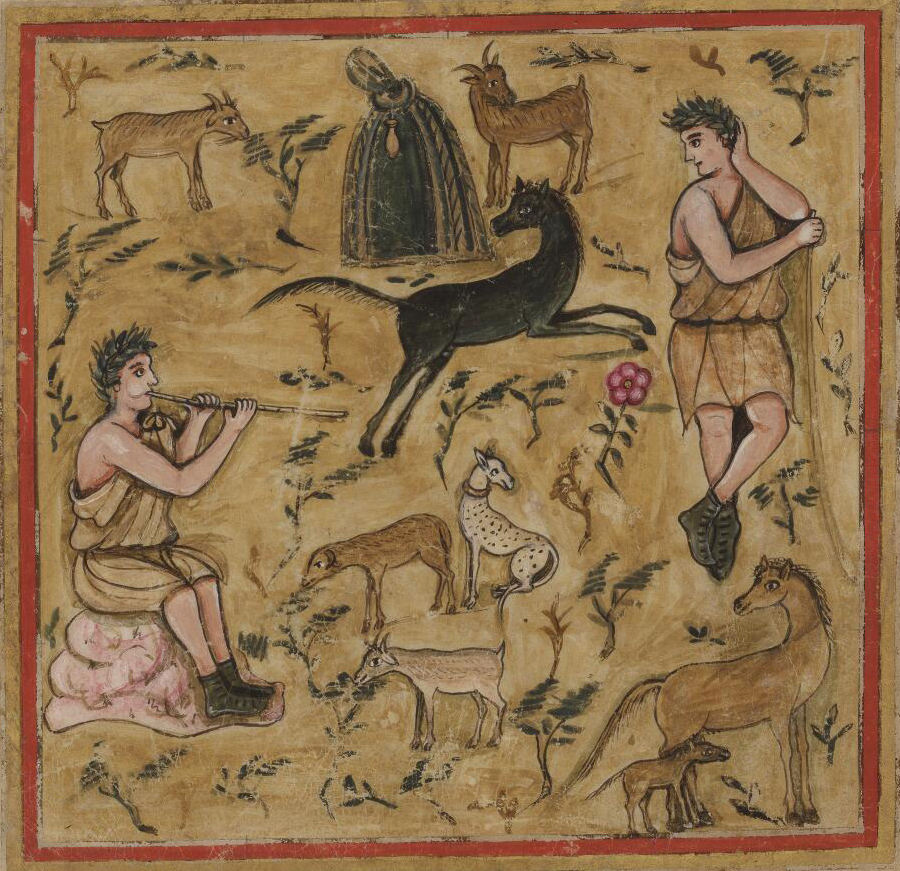
44장 뒷면
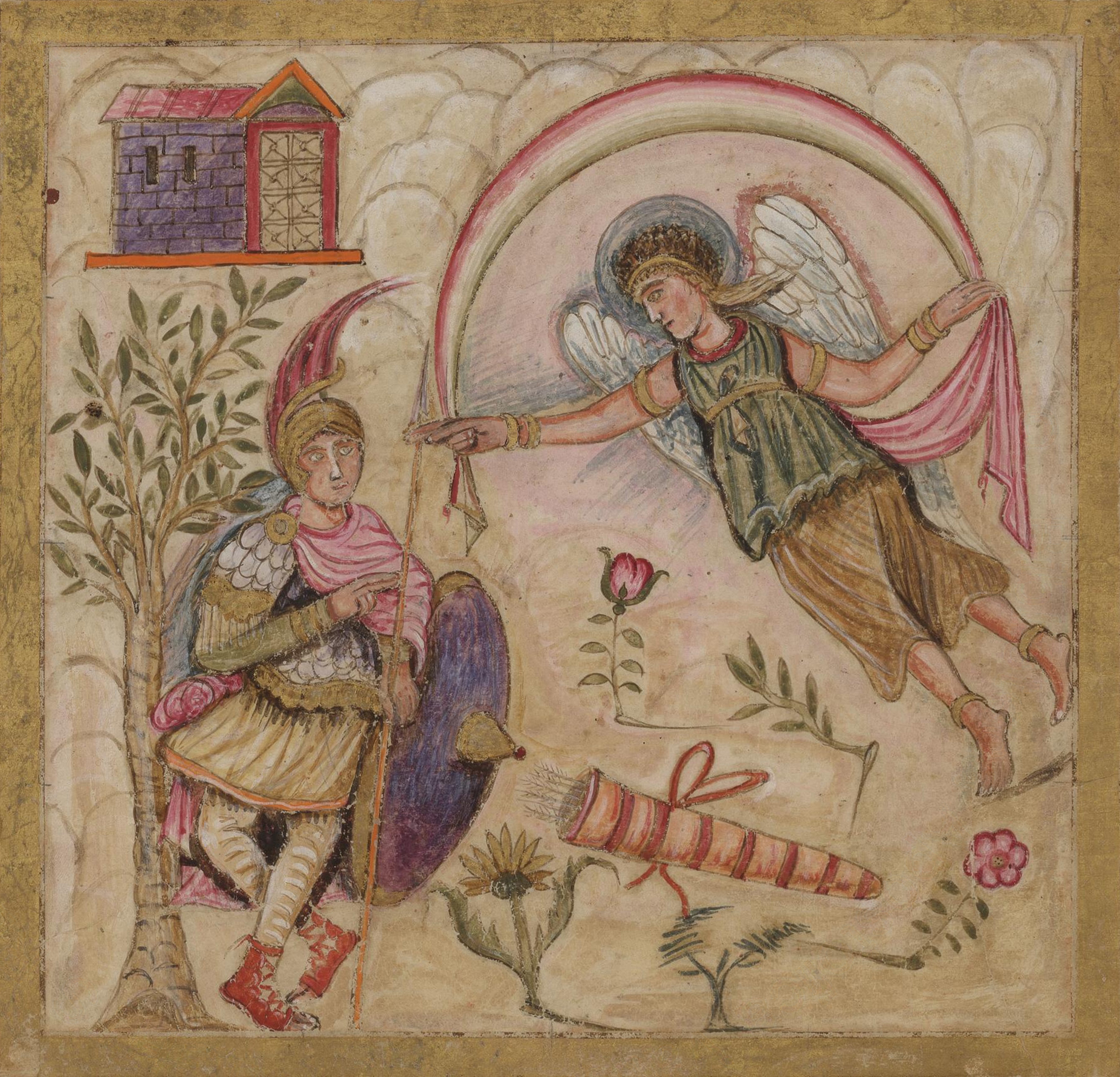
74장 뒷면
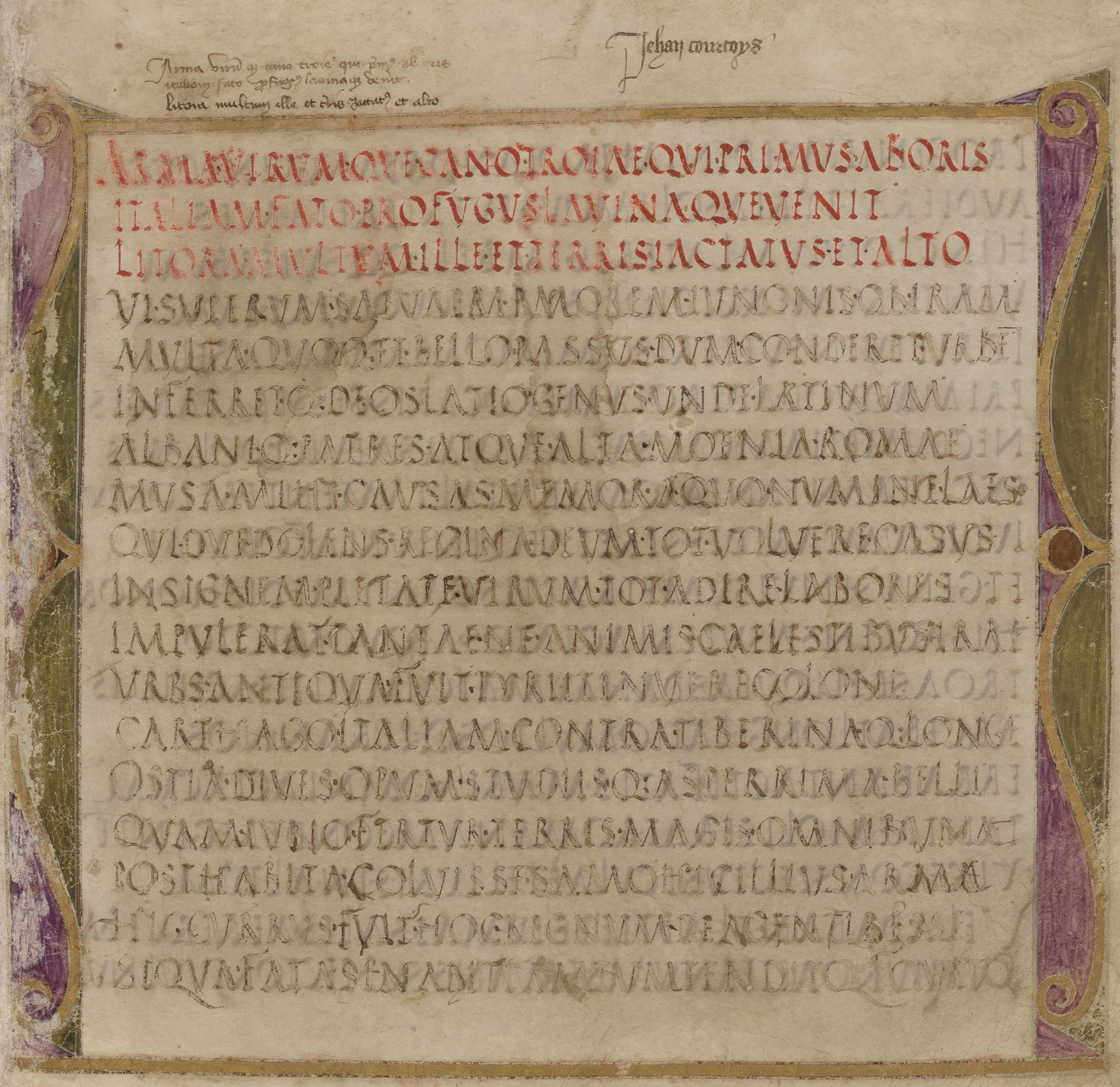
78장 앞면
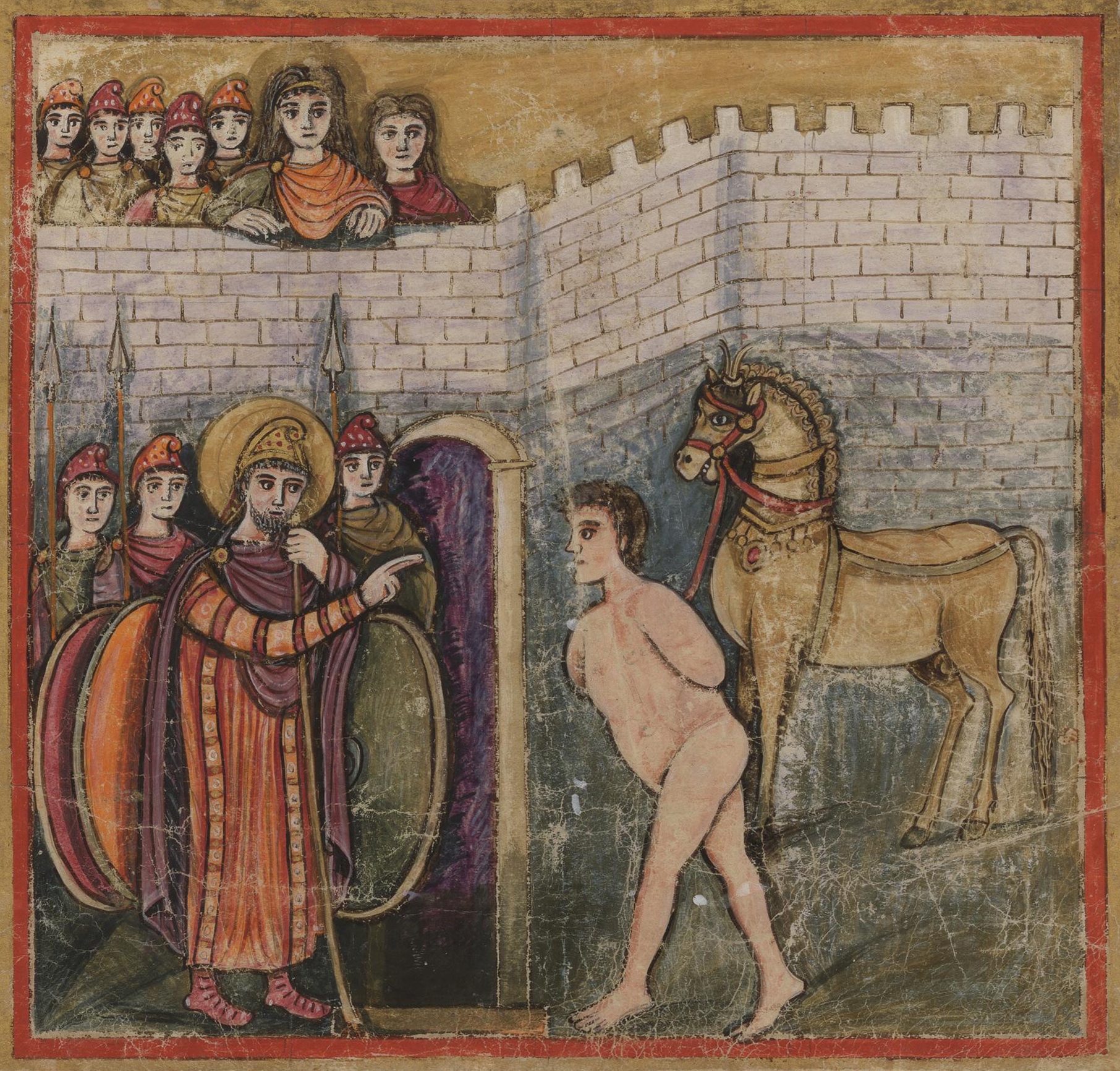
101장 앞면
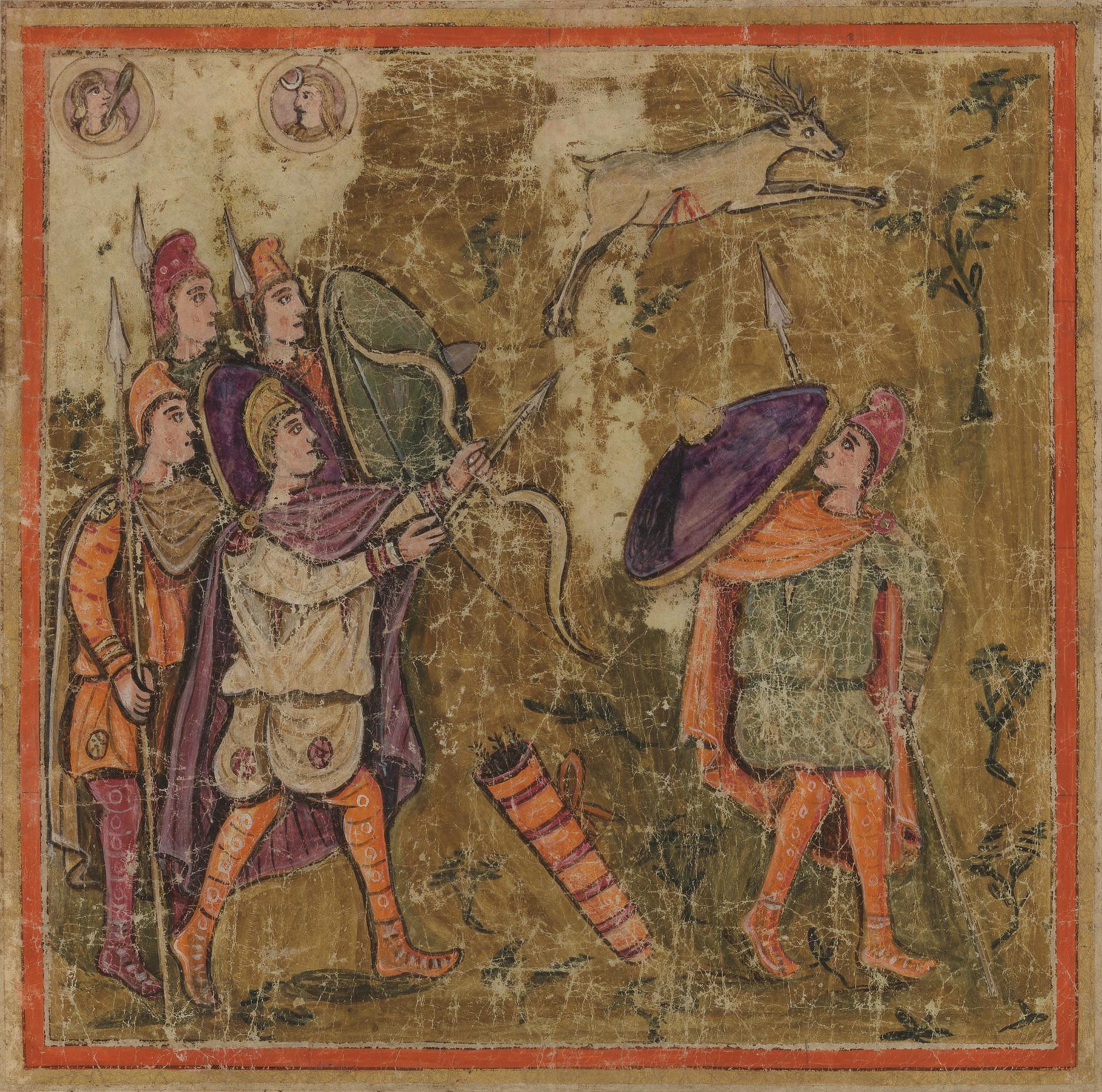
163장 앞면
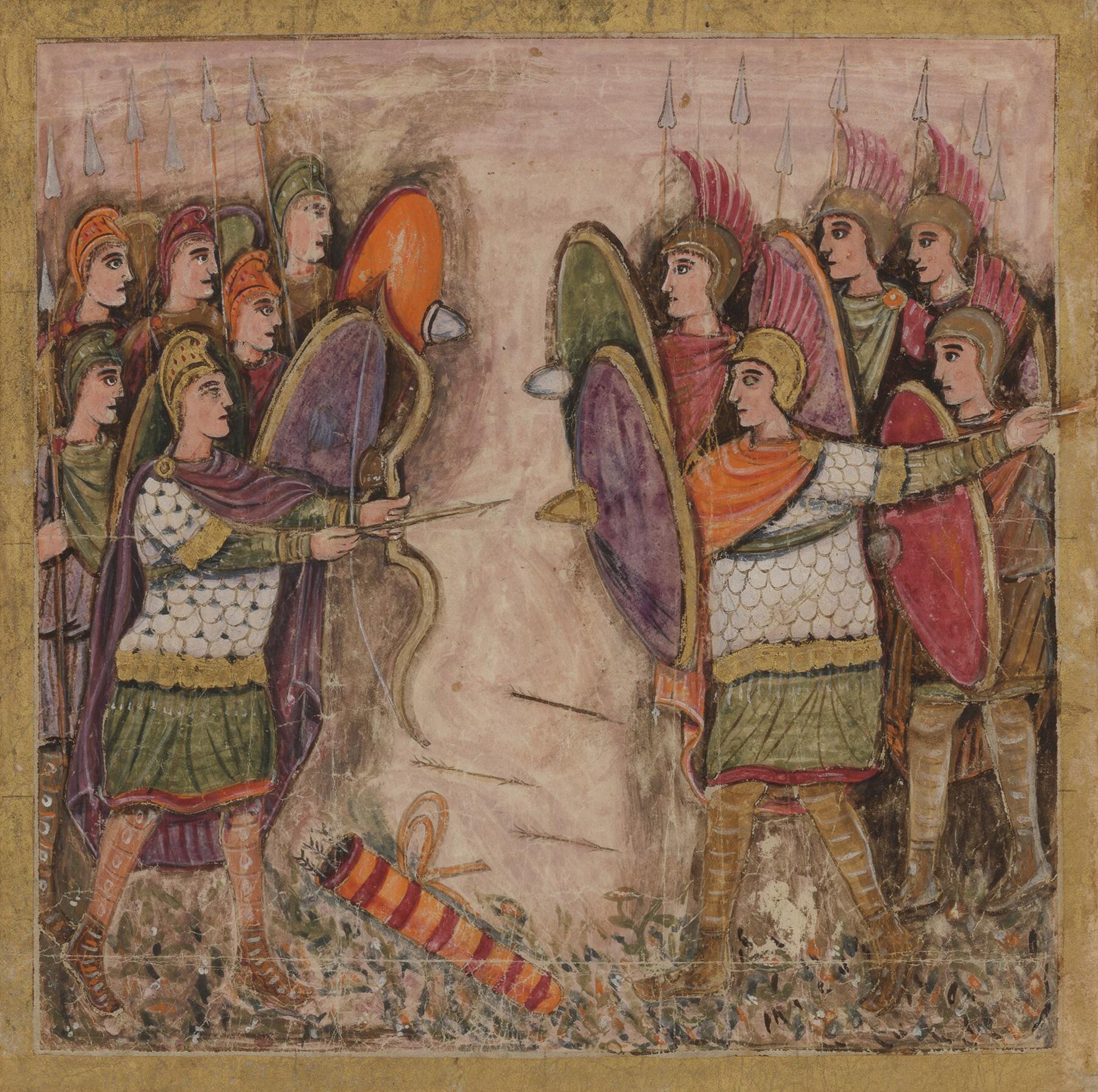
188장 뒷면
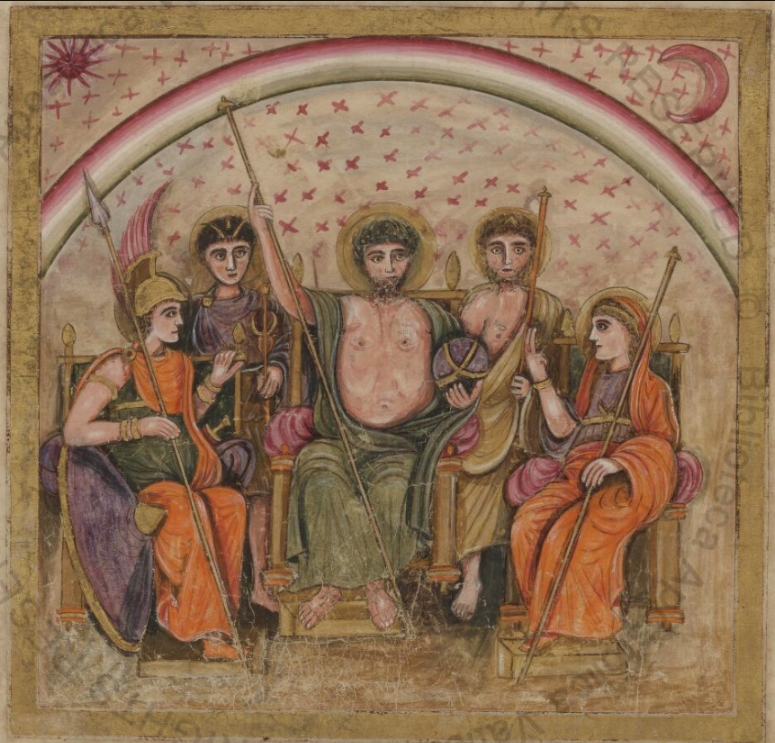
234장 뒷면
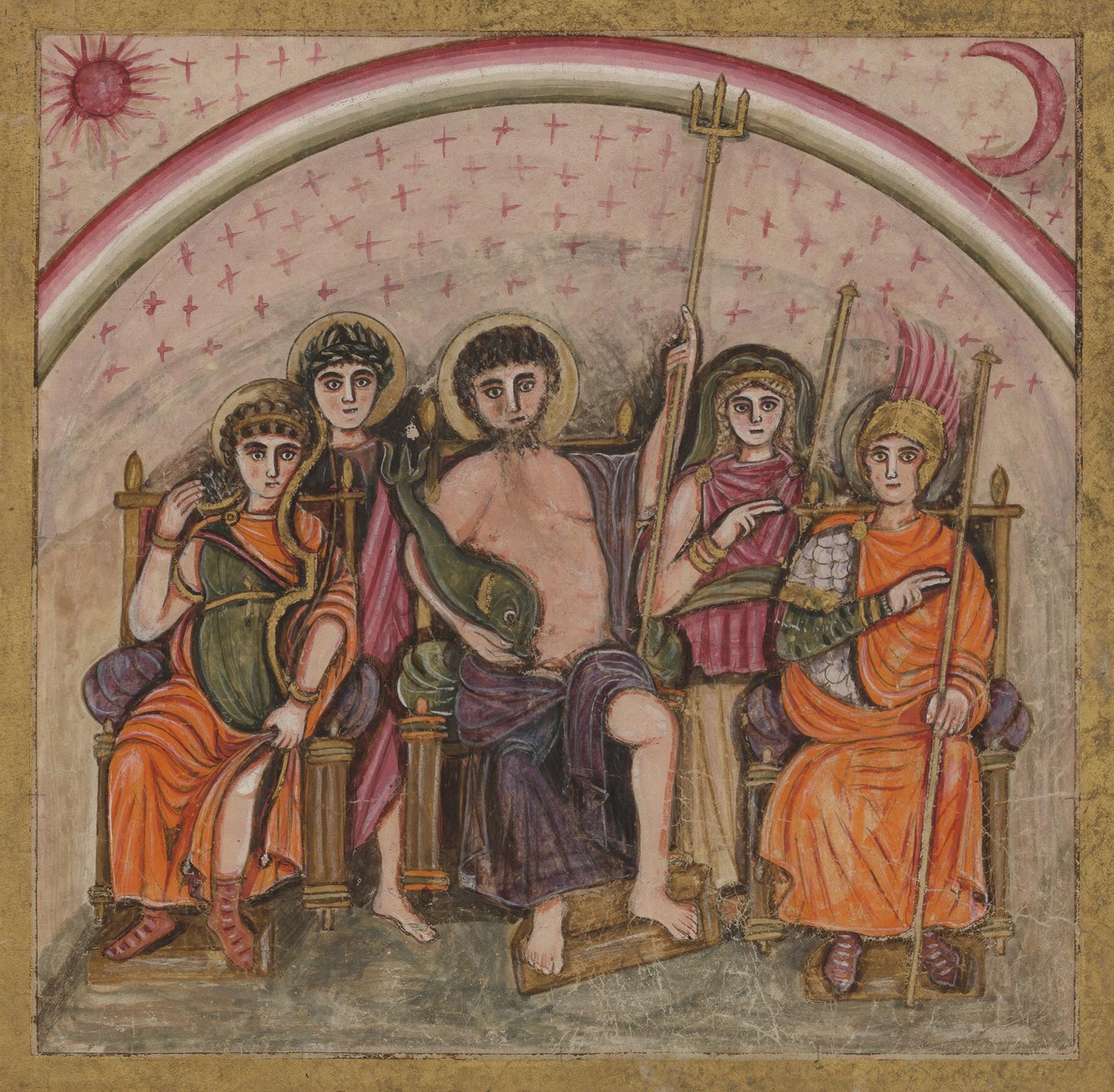
235장 뒷면

## 참고문헌
1. ↑  Ashbee, Paul (1998). “Centuries of Roman survival in the West”. 《British Archaeology》 32. 2011년 9월 6일에 확인함.

## 더 읽어보기
- Rosenthal, Erwin. The Illuminations of the Vergilius Romanus (Cod. Vat. Lat. 3867). A Stylistic and Iconographic Analysis. Zürich 1972
- Walther, Ingo F. and Norbert Wolf. Codices Illustres: The world's most famous illuminated manuscripts, 400 to 1600. Köln, Taschen, 2005.
- Weitzmann, Kurt. Late Antique and Early Christian Book Illumination. New York: George Braziller, 1977.  p. 11 and pgs.  52-59.
- Weitzmann, Kurt, ed., Age of spirituality: late antique and early Christian art, third to seventh century, no. 204 & 225, 1979, Metropolitan Museum of Art, New York, ISBN 9780870991790; full text available online from The Metropolitan Museum of Art Libraries
- Wright, David H. The Roman Vergil and the Origins of Medieval Book Design. Toronto, University of Toronto Press 2001, part-online via google books
- Treasure 3 Biblioteca Apostolica Vaticana, displayed via The European Library